# Ferdinand Břetislav Mikovec

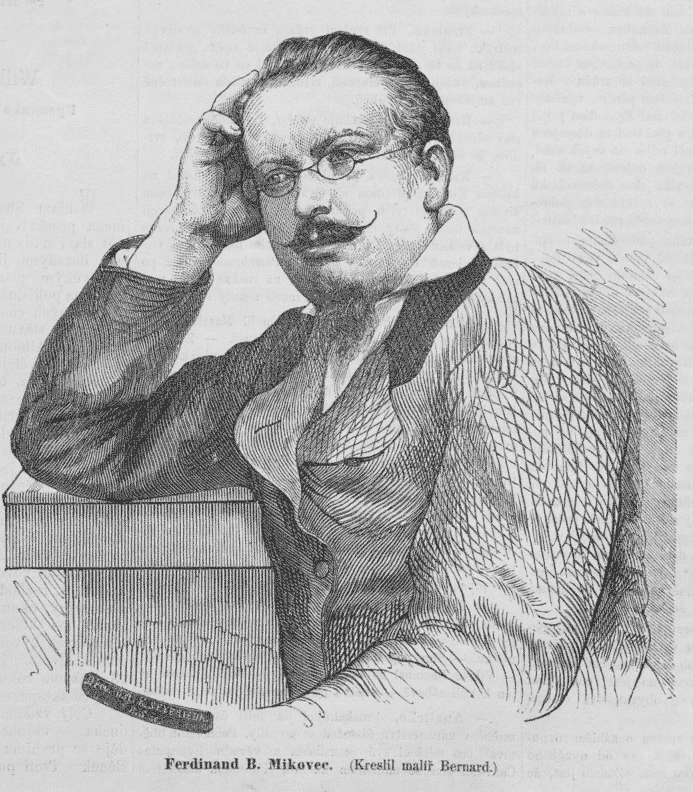
F. B. Mikovec

Ferdinand Břetislav Mikovec (* 14. Dezember 1826 in Sloup v Čechách; † 22. September 1862 in Prag) war tschechischer Theaterkritiker und Theoretiker.

## Leben und Wirken
Ferdinand Břetislav Mikovec kam 1826 als Sohn des Verwalters der Herrschaft von Bürgstein im Berka-Schloss unterhalb der Felsenburg Sloup zur Welt. Nach dem Besuch des Gymnasiums in Böhmisch Leipa, ging er 1842 nach Prag und studierte Philosophie.
Obwohl er in deutscher Umgebung erzogen wurde, interessierte er sich immer mehr für tschechische Geschichte und die patriotische Bewegung der Tschechen. 1848 nahm er aktiv am Slawenkongress teil und flüchtete nach dem Prager Aufstand mit anderen Führern der Bewegung über Wien nach Zagreb.
Mikovec kämpfte für die Anhebung des Niveaus des tschechischen Theaters und veröffentlichte Dramen und lyrische Werke.
1850 kehrte er nach Prag zurück und gab am 6. Februar 1851 die erste Ausgabe der Zeitschrift Lumír heraus. Später gehörte er zu den Ausschussmitgliedern für den Bau des Nationaltheaters Prag. 1862 starb er an Herzversagen.